# Fabián Urbina
Fabián Urbina (circa 2000-Caracas, Venezuela, 19 de junio de 2017) fue un protestante venezolano asesinado durante las protestas en Venezuela de 2017.

## Asesinato
El 19 de junio de 2017, Urbina se encontraba participando en una protesta en el distribuidor Altamira, en Caracas cuando un funcionario de la Guardia Nacional dispara con una pistola contra los manifestantes, hiriéndolo mortalmente y lesionando a cinco más. Urbina es trasladado a la clínica El Ávila, donde ingresa sin signos vitales a los 17 años de edad. El Ministerio Público identificó a los responsables y ordenó su detención.
El asesinato de Fabián Urbina fue documentado en un reporte de un panel de expertos independientes de la Organización de Estados Americanos, considerando que podía constituir un crimen de lesa humanidad cometidos en Venezuela junto con otros asesinatos durante las protestas.